# Saharat Sangkapricha
Saharat Sangkapricha (thaï: สหรัถ สังคปรีชา, Saharat Sangkhapreecha), surnommé Kong (thaï: ก้อง; RTGS: Kong), né le 4 mai 1968 à Bangkok, est musicien dans le groupe de pop-rock Nuvo, un acteur thaïlandais et un des coach de l'émission de télévision The voice Thailand.

## Musique
Saharat Sangkapricha est le chanteur-guitariste du groupe de pop-rock Nuvo depuis 1988.

## Filmographie
- 1992 : โตแล้วต้องโต๋
- 1993 : คู่แท้สองโลก (Koo Tae Song Loke)
- 2001 : La légende de Suriyothai (สุริโยไท / Suriyothai)
- 2011 : Ladda Land (ลัดดาแลนด์ /The Last Home)
- 2012 : Together (วันที่รัก)
- 2012 : สูบคู่กู้โลก
- 2016 : Suddenly Twenty (20 ใหม่ ยูเทิร์นวัย หัวใจรีเทิร์น)
- 2020 : My Boss is a Serial Killer